# Los Angeles Sparks
Le Los Angeles Sparks sono una delle dodici squadre di pallacanestro che militano nella WNBA (Women's National Basketball Association), il campionato professionistico femminile degli Stati Uniti d'America.

## Storia della franchigia
Sono una delle originali otto squadre che hanno preso parte nel 1997 al primo campionato WNBA.
Nel 1997 giocarono la partita inaugurale della lega contro le New York Liberty, e sono la terza squadra più titolata della lega, con i tre titoli di campionesse del mondo vinti nel 2001, nel 2002 e nel 2016.

### Numeri ritirati
- 9 Lisa Leslie
- 11 Penny Toler

## Record stagione per stagione
| Disputa Playoff | Campione di Conference | Campione WNBA |

| Stagione           | V   | P   | %    | Playoff                                                                              | Risultato                                                                       |
| ------------------ | --- | --- | ---- | ------------------------------------------------------------------------------------ | ------------------------------------------------------------------------------- |
| Los Angeles Sparks |     |     |      |                                                                                      |                                                                                 |
| 1997               | 14  | 14  | 50,0 |                                                                                      |                                                                                 |
| 1998               | 12  | 18  | 40,0 |                                                                                      |                                                                                 |
| 1999               | 20  | 12  | 62,5 | Vince le semifinali di Conference Perde le finali di Conference                      | Los Angeles 1, Sacramento 0 Los Angeles 1, Houston 2                            |
| 2000               | 28  | 4   | 87,5 | Vince le semifinali di Conference Perde le finali di Conference                      | Los Angeles 2, Phoenix 0 Los Angeles Sparks 0, Houston 2                        |
| 2001               | 28  | 4   | 87,5 | Vince le semifinali di Conference Vince le finali di Conference Vince le WNBA Finals | Los Angeles 2, Houston 0 Los Angeles 2, Sacramento 1 Los Angeles 2, Charlotte 0 |
| 2002               | 25  | 7   | 78,1 | Vince le semifinali di Conference Vince le finali di Conference Vince le WNBA Finals | Los Angeles 2, Seattle 0 Los Angeles 2, Utah 1 Los Angeles 2, New York 0        |
| 2003               | 24  | 10  | 70,6 | Vince le semifinali di Conference Vince le finali di Conference Perde le WNBA Finals | Los Angeles 2, Minnesota 1 Los Angeles 2, Sacramento 1 Detroit 2, Los Angeles 1 |
| 2004               | 25  | 9   | 73,5 | Perde le semifinali di Conference                                                    | Los Angeles 1, Sacramento 2                                                     |
| 2005               | 17  | 17  | 50,0 | Perde le semifinali di Conference                                                    | Los Angeles 0, Sacramento 2                                                     |
| 2006               | 25  | 9   | 73,5 | Vince le semifinali di Conference Perde le finali di Conference                      | Los Angeles 2, Seattle 1 Los Angeles 0, Sacramento 2                            |
| 2007               | 10  | 24  | 29,4 |                                                                                      |                                                                                 |
| 2008               | 20  | 14  | 58,8 | Vince le semifinali di Conference Perde le finali di Conference                      | Los Angeles 2, Seattle 1 Los Angeles 1, San Antonio 2                           |
| 2009               | 18  | 16  | 52,9 | Vince le semifinali di Conference Perde le finali di Conference                      | Los Angeles 2, Seattle 1 Los Angeles 1, Phoenix 2                               |
| 2010               | 13  | 21  | 38,2 | Perde le semifinali di Conference                                                    | Los Angeles 0, Seattle 2                                                        |
| 2011               | 15  | 19  | 44,1 |                                                                                      |                                                                                 |
| 2012               | 24  | 10  | 70,6 | Vince le semifinali di Conference Perde le finali di Conference                      | Los Angeles 2, San Antonio 0 Los Angeles 0, Minnesota 2                         |
| 2013               | 24  | 10  | 70,6 | Perde le semifinali di Conference                                                    | Los Angeles 1, Phoenix 2                                                        |
| 2014               | 16  | 18  | 47,1 | Perde le semifinali di Conference                                                    | Los Angeles 0, Phoenix 2                                                        |
| 2015               | 14  | 20  | 41,2 | Perde le semifinali di Conference                                                    | Los Angeles 1, Minnesota 2                                                      |
| 2016               | 26  | 8   | 76,5 | Vince le finali di Conference Vince le WNBA Finals                                   | Los Angeles 3, Chicago 1 Los Angeles 3, Minnesota 2                             |
| 2017               | 26  | 8   | 76,5 | Vince le finali di Conference Perde le WNBA Finals                                   | Los Angeles 3, Phoenix 0 Los Angeles 2, Minnesota 3                             |
| 2018               | 19  | 15  | 55,9 | Vince il Primo Turno Perde il Secondo Turno                                          | Los Angeles 1, Minnesota 0 Los Angeles 0, Washington 1                          |
| 2019               | 22  | 12  | 64,7 | Vince il Secondo Turno Perde le semifinali di Conference                             | Los Angeles 1, Seattle 0 Los Angeles 0, Connecticut 3                           |
| 2020               | 15  | 7   | 68,2 | Perde il Secondo Turno                                                               | Los Angeles 0, Connecticut 1                                                    |
| 2021               | 12  | 20  | 37,5 |                                                                                      |                                                                                 |
| Totale             | 492 | 326 | 60,1 | 5 Titoli di Conference                                                               | 5 Titoli di Conference                                                          |
| Play-off           | 47  | 43  | 52,2 | 3 Titoli WNBA                                                                        | 3 Titoli WNBA                                                                   |

## Squadra attuale
| \| Pos. \| Num. \| Naz. \| Nome \| Altezza \| Peso \| Data nascita \| Provenienza \| \| ----- \| ---- \| ---- \| -------------------- \| ------- \| ----- \| ------------ \| ----------- \| \| G \| 4 \| \| Brown, Lexie \| 175 cm \| 73 kg \| 24-10-1994 \| Duke \| \| G/AP \| 12 \| \| Burrell, Rae \| 188 cm \| 76 kg \| 21-06-2000 \| Tennessee \| \| G \| 21 \| \| Canada, Jordin \| 168 cm \| 61 kg \| 11-08-1995 \| UCLA \| \| G \| 7 \| \| Carter, Chennedy \| 175 cm \| 65 kg \| 14-11-1998 \| Texas A&M \| \| C \| 10 \| \| Nelson-Ododa, Olivia \| 196 cm \| 78 kg \| 17-08-2000 \| Connecticut \| \| AP/AG \| 30 \| \| Ogwumike, Nneka \| 188 cm \| 79 kg \| 02-07-1990 \| Stanford \| \| AG/C \| 13 \| \| Ogwumike, Chiney \| 191 cm \| 83 kg \| 21-03-1992 \| Stanford \| \| AP/AG \| 33 \| \| Samuelson, Katie Lou \| 191 cm \| 74 kg \| 13-06-1997 \| Connecticut \| \| G \| 5 \| \| Smith, Kianna \| 183 cm \| 73 kg \| 10-06-1994 \| Louisville \| \| G \| 15 \| \| Sykes, Brittney \| 175 cm \| 70 kg \| 07-02-1994 \| Syracuse \| \| G \| 20 \| \| Toliver, Kristi \| 170 cm \| 59 kg \| 27-01-1987 \| Maryland \| \| AP/AG \| 40 \| \| Walker, Jasmine \| 191 cm \| 83 kg \| 03-02-1998 \| Alabama \| | Allenatore - Curt Miller Legenda - (C) Capitano - (FA) Free agent - (S) Sospeso - (TW) Contratto Two-way - Infortunato Roster · Ultima transazione: 7 gennaio 2023 |                                                   |                      |         |       |              |             |
| Pos. | Num. | Naz.                                              | Nome                 | Altezza | Peso  | Data nascita | Provenienza |
| G | 4 | Stati Uniti (bandiera)                            | Brown, Lexie         | 175 cm  | 73 kg | 24-10-1994   | Duke        |
| G/AP | 12 | Stati Uniti (bandiera)                            | Burrell, Rae         | 188 cm  | 76 kg | 21-06-2000   | Tennessee   |
| G | 21 | Stati Uniti (bandiera)                            | Canada, Jordin       | 168 cm  | 61 kg | 11-08-1995   | UCLA        |
| G | 7 | Stati Uniti (bandiera)                            | Carter, Chennedy     | 175 cm  | 65 kg | 14-11-1998   | Texas A&M   |
| C | 10 | Stati Uniti (bandiera)                            | Nelson-Ododa, Olivia | 196 cm  | 78 kg | 17-08-2000   | Connecticut |
| AP/AG | 30 | Stati Uniti (bandiera)                            | Ogwumike, Nneka      | 188 cm  | 79 kg | 02-07-1990   | Stanford    |
| AG/C | 13 | Stati Uniti (bandiera)                            | Ogwumike, Chiney     | 191 cm  | 83 kg | 21-03-1992   | Stanford    |
| AP/AG | 33 | Stati Uniti (bandiera)                            | Samuelson, Katie Lou | 191 cm  | 74 kg | 13-06-1997   | Connecticut |
| G | 5 | Stati Uniti (bandiera) · Corea del Sud (bandiera) | Smith, Kianna        | 183 cm  | 73 kg | 10-06-1994   | Louisville  |
| G | 15 | Stati Uniti (bandiera)                            | Sykes, Brittney      | 175 cm  | 70 kg | 07-02-1994   | Syracuse    |
| G | 20 | Stati Uniti (bandiera) · Slovacchia (bandiera)    | Toliver, Kristi      | 170 cm  | 59 kg | 27-01-1987   | Maryland    |
| AP/AG | 40 | Stati Uniti (bandiera)                            | Walker, Jasmine      | 191 cm  | 83 kg | 03-02-1998   | Alabama     |